# Elise Ndongo Moutome
Elise Ndongo Moutome, également connue sous son nom d'épouse Elise Ndongo Moutome Epouse Pokossy Ndoumbe, est une femme politique et entrepreneure camerounaise. Elle est députée du Rassemblement Démocratique du Peuple Camerounais (RDPC).

## Biographie
Elise Ndongo Moutome est née à Douala. Elle est native du canton Akwa. Elle grandit à Douala et fait une partie de ses études secondaires au Lycée d'Akwa.

### Débuts
Après l'obtention de son Baccalauréat en France, Elise Ndongo Moutome s’inscrit à l’École des Cadres, du Commerce et des Affaires Économiques de Neuilly, elle en sort Diplômée. 

### Carrière professionnelle
Elise Ndongo Moutome commence sa vie professionnelle à la société de Niger France Groupe CFAO, puis à la SCOA (Société Commerciale de l’Ouest-Africain). 
De retour au Cameroun, Elise Ndongo Moutome devient Directrice Adjointe à Promodis, Société de promotion et de distribution des produits l’Oréal (Groupe SCOA), puis Directrice d’Agence de Cameroun Publi-Expansion à Yaoundé, une société d’économie mixte ; mais aussi Directrice commerciale adjointe au sein de la même structure (Direction Générale) à Douala.  
Quelques années, plus tard elle crée avec un groupe d’amis la Société de Communication Globale (KORA S.A) dont elle assure la Direction Générale. 

### Carrière politique
Elise Ndongo Moutome fait ses premiers pas en politique auprès de son époux Joseph Pokossy Doumbe quelque temps après son mariage avec l'homme politique en 1980. Son époux est alors président de la grande section du Wouri. Elle l’accompagne lors de ses réunions politiques et apprend à ses côtés.
En 2002, elle décide d’aller militer dans son village natal à Bonangang où elle crée un comité de base, qu’elle préside jusqu’en 2007. La même année, elle devient membre du Bureau de la Section OFRDPC Wouri 5 comme Délégué à la formation. Un bureau qu’elle ne quittera plus jusqu’en 2011, à la faveur du renouvellement des organes de base. 
Elise Ndongo Moutome, est élue adjointe au maire de la Commune d’arrondissement de Douala V en 2007, et 6 ans plus tard elle devient député à l’issue des législatives de 2013.
Réélue à la faveur de nouvelles élections législatives, l’ancienne élève de l’école principale d’Akwa est par ailleurs secrétaire du bureau de l’Assemblée Nationale. 

### Vie personnelle
Le 18 janvier 1980, Elise Ndongo Moutome épouse Joseph Pokossy Doumbe. Son époux décède en avril 2021.

## Distinctions
- 2019 : Prix de l'excellence managériale[8]
- 2021 : Commandeur de l’Ordre National de la Valeur